# 財政部 (澳大利亞)
财政部又稱財務部，是澳大利亚政府下属的一个部门，成立于2013年9月18日，主要职能是帮助澳大利亚政府达到支出目标，为政府在预算案等方面提供协助。该机构的前总部位于澳大利亚首都坎培拉政府中心区的约翰·戈顿大楼。
澳大利亚财政部的前身是財政及放松监管部。在1976年-1997年之间，澳大利亚政府也曾设立过财政部。

## 历史上的对应部委

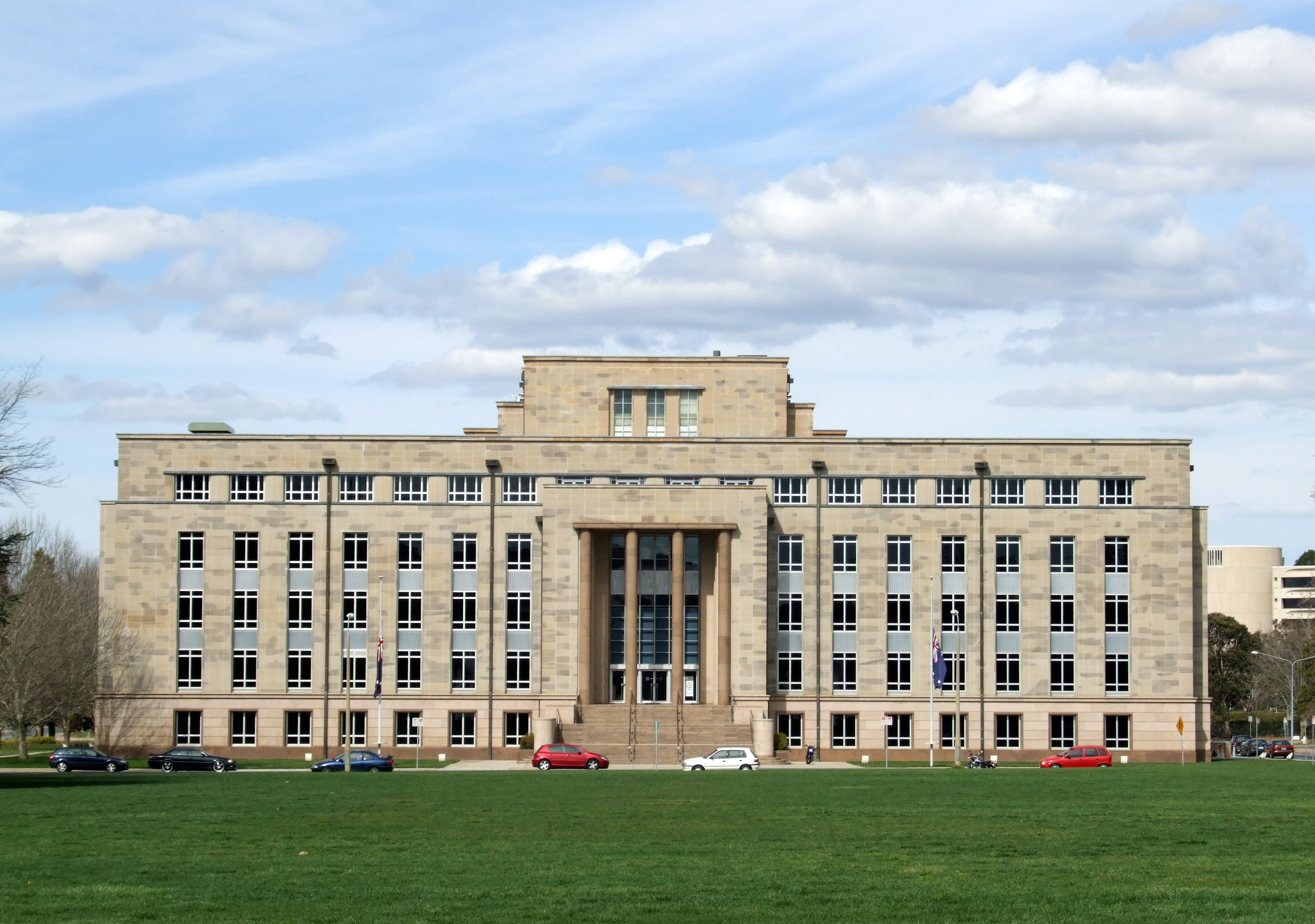
位于澳大利亚首都坎培拉的约翰·戈顿大楼是财政部总部。

- 财政部（Department of Finance）（1976-1997）
- 行政服务部（Department of Administrative Services）（1994-1997）
- 財政及行政部（Department of Finance and Administration）（1997-2007）
- 財政及放松监管部（Department of Finance and Deregulation）（2007-2013）